# Clytie gentilis
Clytie gentilis là một loài bướm đêm trong họ Erebidae.